# André Raison
André Raison /ɑ̃ˈdʁe ʁɛˈzõ/ (1640 circa – Parigi, 1719) è stato un compositore e organista francese.

## Biografia
Nato forse a Nanterre, André Raison si formò presso l'abbazia di Sainte-Geneviève. Dal 1666 al 1716 fu organista dell'abbazia di Sainte-Geneviève e del convento dei gesuiti di via Saint-Jacques a Parigi. Elencato fra gli organisti più famosi della città, si dedicò anche all'insegnamento. Ad uno dei suoi allievi, Louis-Nicolas Clérambault, dedicò il suo Livre d'orgue. Morì a Parigi nel 1719.

## Opere
La musica di Raison mostra spesso una fusione fra caratteristiche della musica sacra e caratteristiche della musica profana, come una scrittura di tipo clavicembalistico, l'utilizzo di melodie popolari e la presenza di danze nella musica per organo. La sua musica presenta un'inclinazione al virtuosismo, arrivando spesso a utilizzare la pedaliera non soltanto per le note di sostegno, come prevedeva la prassi organistica del tempo, ma anche per temi già enunciati ai manuali.
L'ostinato della passacaglia e tema fugato in do minore di Johann Sebastian Bach potrebbe provenire da una composizione di Raison, il Christe: Trio en passacaille tratto della Messe du deuziesme ton del Premier livre d'orgue, pubblicato nel 1688. È possibile che anche la seconda metà dell'ostinato derivi da una composizione di Raison, il Christe: Trio en chaconne, tratto dalla Messe du sixieme ton, le cui note sono molto simili alla composizione di Bach.